# Фаон

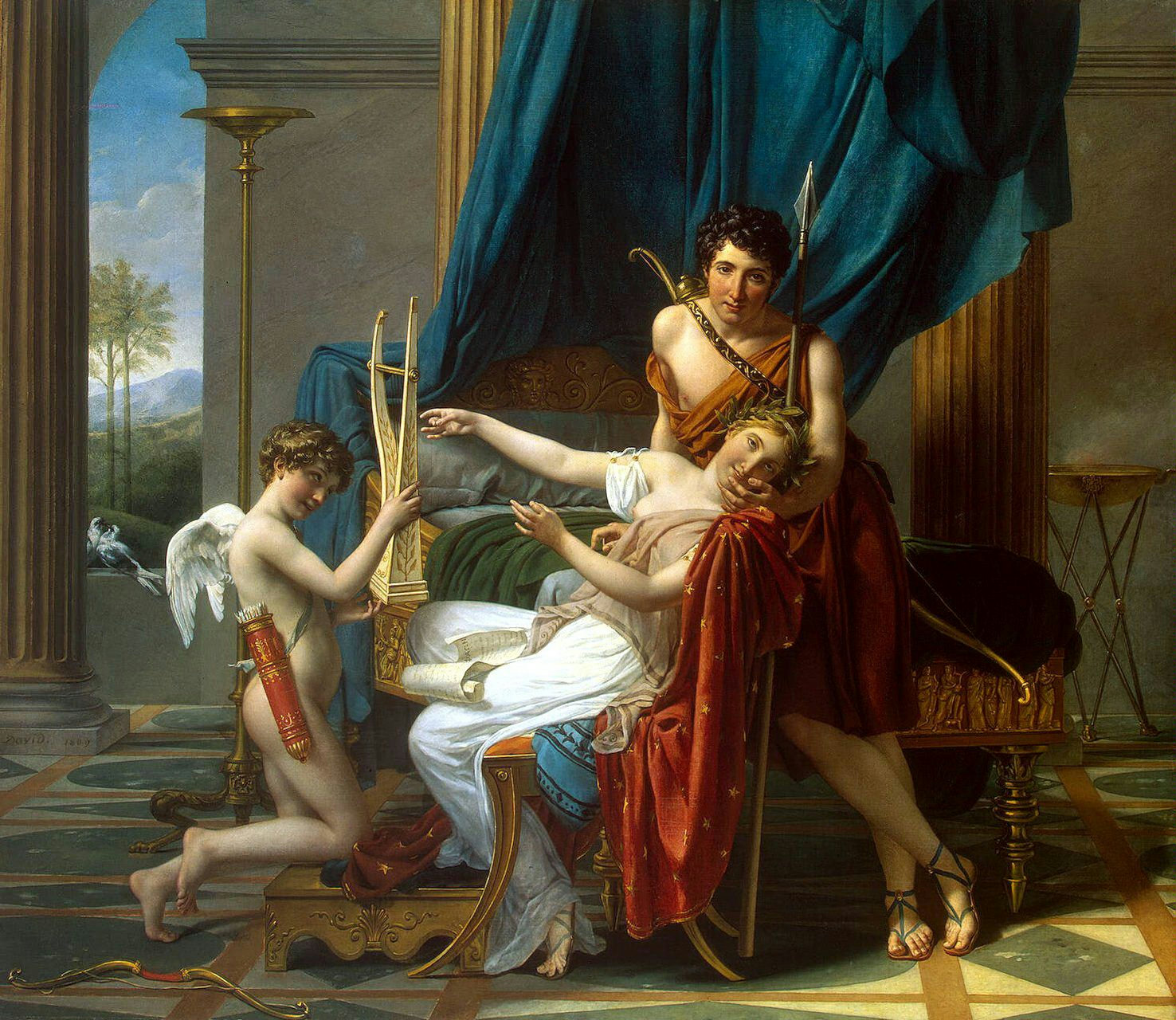
Сафо и Фаон. Картина Жака-Луи Давида. Эрмитаж.

Фаон (др.-греч. Φάων) — персонаж древнегреческой мифологии, отождествлявшийся с Адонисом. Лодочниик из Митилини на Лесбосе, который бесплатно перевезя Афродиту, не зная что она богиня, и получил от неё в награду мазь, которая сделала его юным и настолько прекрасным, что многие женщины были им очарованы. Элиан говорит, что Фаон был убит человеком, которому он наставлял рога. По одной из версий мифа был любимцем Афродиты, которая из ревности скрыла его в листьях латука.
Согласно легенде, поэтесса Сапфо, когда была уже немолода, полюбила юношу Фаона, тот принял её любовь, но вскоре возненавидел ее и бросил. Сапфо была так расстроена его отказом, что бросилась в море, веря, что либо излечится от своей любви, либо утонет. Многие учёные считают рассказ о последней любви Сапфо чисто вымышленным, хотя возможно, что её возлюбленный был тёзкой мифического персонажа.
Источником предания о Фаоне, возможно, послужила народная песнь об Адонисе-Фаоне (Фаэтоне), любимце Афродиты, культ которого был общераспространён в южной части Малой Азии и на островах, прилегающих к Малой Азии
Помимо Элиана, историю Фаона рассказывают Лукиан и Овидий, который сочинил письмо Сапфо к Фаону. Фаон также упоминается Плавтом в 3-м акте своей комедии «Хвастливый воин» как один из двух мужчин во всём мире, которым «когда-либо посчастливилось быть столь страстно любимым женщиной».
В этой статье используется текст из общедоступного издания «Классического словаря Лемприера» 1848 года.